# Гамбург-Гаммерброк
Гаммерброк (нім. Hammerbrook) — частина району Гамбург-Центр вільного та ганзейського міста Гамбург. Колишня болотна низовина була забудована після 1842 року як перша територія розширення міста Гамбург, а до Другої світової війни перетворилася на густонаселений робітничий район. Майже повністю зруйнований під час повітряних нальотів на Гамбург у 1943 році, після війни Гаммерброк спочатку залишався вільним як комерційна резервна зона та зона розширення порту, а з 1980-х років був розширений до місцеперебування офісів під назвою Сіті Зюд. Останнім часом будується все більше житлових будинків.